# Coleophora lebedella
Coleophora lebedella is een vlinder uit de familie kokermotten (Coleophoridae). De wetenschappelijke naam is voor het eerst geldig gepubliceerd in 1982 door Falkovitsh.
De soort komt voor in Europa.